# Boston Red Sox
Els Boston Red Sox (Mitjons Vermells de Boston en català) són un club professional de beisbol dels Estats Units de la ciutat de Boston, Massachusetts, que disputa la Divisió Est de la Lliga Americana dins de l'MLB (Major League Baseball).

## Història

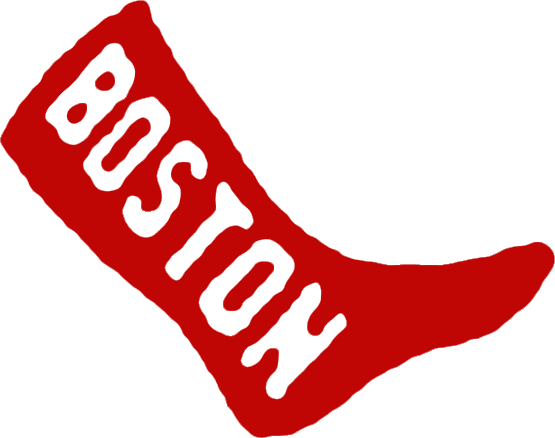
Escut dels Boston Red Sox a l'any 1908.

Els Boston Red Sox van ser fundats l'any 1893 com la franquícia de lliga menor de la ciutat de Toledo (Ohio) a la Lliga Occidental (Western League). Es van mudar a la ciutat de Boston quan aquesta lliga es va convertir en la Lliga Americana l'any 1900.
El nom de Red Sox va ser elegit pel propietari John I. Taylor en la temporada de 1907 i està basat en una forma obsoleta d'anomenar els mitjons als Estats Units. L'antic equip de Boston de la Lliga Nacional (els Braves) havia rebut originàriament com a nom Red Stockings i havien utilitzat mitjons vermells, la qual cosa va inspirar al propietari de l'equip de la Lliga Americana a utilitzar aquest sobrenom. Abans de l'any 1908, l'equip de la Lliga Americana va utilitzar mitges color blau fosc i no tenien àlies oficial. Es deien simplement els de Boston (the Bostons) o el Club de Beisbol de Boston (Boston Baseball Club).
Després d'un horrible inici l'any 2009 els Red Sox van acabar amb un rècord de 95-67, el qual només els va servir per ser escombrats en tres jocs pels angelins d'Anaheim i així van posar fi a una frustrant temporada.

## Palmarès
- Campionats de l'MLB (9): 2018, 2013, 2007, 2004, 1918, 1916, 1915, 1912, 1903
- Campionats de la Lliga Americana (12): 2007, 2004, 1986, 1975, 1967, 1946, 1918, 1916, 1915, 1912, 1904, 1903
- Campionats de la Divisió Est (6): 2007, 1995, 1990, 1988, 1986, 1975

## Evolució de la franquícia
- Boston Red Sox (1908–present)
- Boston Americans (1901-1907)

## Colors
Blau marí, vermell i blanc.

## Estadis
- Fenway Park (1912-present)
- Huntington Avenue Baseball Grounds (1901-1911)

## Números retirats
- Bobby Doerr 1
- Joe Cronin 4
- Johnny Pesky 6
- Carl Yastrzemski 8
- Ted Williams 9
- Carlton Fisk 27
- Jackie Robinson 42